# Dermophis donaldtrumpi
Dermophis donaldtrumpi це планована назва для сліпого піскорийного виду амфібій, названого на честь Дональда Трампа. Цей вид вперше був виявлений у Панамі.
Право обирати назву викупив голова британської будівельної компанії EnviroBuild Айдан Белл, який заплатив за це на аукціоні 25 тисяч доларів. Голова EnviroBuild  заявив, що здатність цієї амфібії ховати голову в пісок дуже схожа з реакцією Трампа на глобальне потепління. 